# Брэнсом, Пол

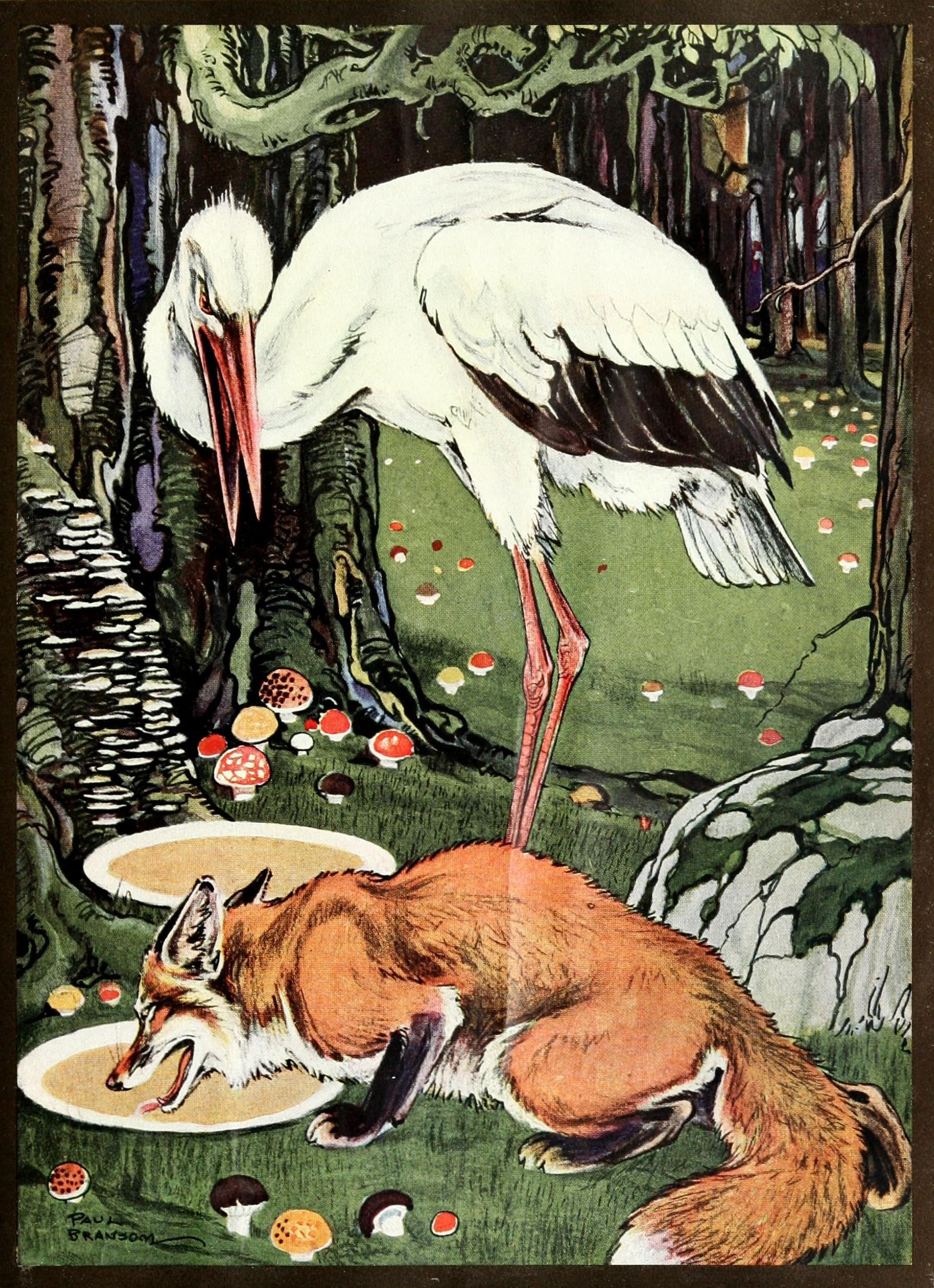
Иллюстрация Брэнсома к басням Эзопа

Пол Брэнсом (июль 1885 – 19 июля 1979) — американский художник-анималист, карикатурист и иллюстратор.

## Биография
Родившись в Вашингтоне, округ Колумбия, Брэнсом ещё ребенком начал рисовать животных, которых видел на собственном заднем дворе и в Национальном зоопарке. В возрасте 13 лет он начал свою карьеру в качестве технического чертежника в патентном ведомстве США. В 1903 году переехал в Нью-Йорк, где жил с 1906 до самой смерти. Сперва он работал в New York Evening Journal в качестве художника комиксов. Для них он рисовал комикс «Последние новости из Багвиля» англ. The Latest News from Bugville в 1903-1912 гг. Его талант анималиста оценили, и вскоре начали приглашать в другие проекты, например для иллюстраций для зоопарка в Бронксе и обложек для The Saturday Evening Post. К тому же периоду относятся его первые книжные иллюстрации — «Просто сказки» Редьярда Киплинга и «Ветер в ивах» Кеннета Грэма. Он умер 19 июля 1979 года во время визита в Квакертаун, штат Пенсильвания, за несколько дней до своего 94-летия.